# Малина Војводић
Малина Војводић измишљени је лик из српске ТВ серије Срећни људи. Осмислио ју је Синиша Павић, док ју је у обе сезоне серије тумачила Снежана Савић. У серији је представљена као изузетно заносна и лепа богаташица, која се после неколико година живота у Италији вратила у Србију. Публика је осим тога памти и по извођењу култне песме Тополска 18, иза које се крије прича о њеној тешкој младости и несрећној љубави са песником Феђом Зечевићем.
Иако је у почетку приказана као мистериозан лик, у серији се постепено откривају детаљи из њене бурне прошлости. Њен долазак у Београд узнемирује локалног тајкуна Озрена Солдатовића, који умишља да му она, заједно са италијанском мафијом, ради о глави. Након Малине, у Београд ускоро долази и Конте Марио Марко дел Тинторето, њен бивши партнер који је прогони. Она због тога, преко агенције Перспектива, унајмљује Вукашина Голубовића као лично обезбеђење.

## О лику
Иако је у серији приказан само период Малининог живота током њеног повратка у Србију, неколико ликова је радило на истраживању њене биографије, па се на тај начин може закључити много тога и о њеној прошлости

### Детињство и младост
Рођена у веома сиромашној и проблематичној породици („од зла оца и горе мајке”), Малина се суочила са мноштвом проблема још у раном детињству. У једном тренутку одлучила је да побегне од куће, због чега завршава у поправном дому. Касније, Малина бежи и из дома, а убрзо након тога упознаје студента филозофије, Феђу Зечевића (ког тумачи Аљоша Вучковић), с ким започиње љубавну везу. Пошто су обоје били у тешком материјалном стању, Феђа студент филозофије из унутрашњости, а Малина „млада, лепа, гола, боса, гладна и жељна свега”, живели су као подстанари код госпође Марије Пишчевић, у једној соби на адреси Тополска 18. Феђа јој је писао дивне љубавне стихове и компоновао песме, а она их је певала. Песму Тополска 18 успели су да сниме у студију, али нико није хтео да је купи.
Познато је и да ју је Феђа у неком тренутку запросио и да је Малина то прихватила.
Њихова веза добија тужан заокрет када Феђа, у жељи да обрадује Малину, оде на Сајам високе моде и украде хаљину са Диоровог штанда. Он због тога добија казну од 3 месеца затвора у Падинској Скели, док Малина, уместо да га сачека, одлучује да побегне у Италију са све украденом хаљином. Госпођа Пишчевић је касније Малинину одлуку описала као „бекство од сиромаштва, родитеља, поправног дома, полиције и сопствене државе”, због чега ју је сажаљевала. Када је сазнао да га је оставила, Феђа јој је посветио последњу песму, након чега је попио отров и себи пресекао вене, али је ипак преживео.

### Одлазак у Италију
У Италији, Малина је два пута била проглашена за мис и била је модел на насловним странама. Глумила је у филмовима студија Cinecittà, који нису били нарочито успешни. Два пута се удавала за старије имућне Италијане, од којих је наследила огромно богатство. У неком тренутку била је и у вези (или браку) са Маринком Биџићем, који је убедио старог грофа Тинторета да га усвоји, па је од њега наследио титулу, богатство и име Конте Марио Марко дел Тинторето.
Током боравка на јерезу Мађоре, Малина је дошла у везу са мафијашима, преко којих је уценила Тинторета, мада у серији није до краја разјашњено шта се све десило између њих двоје.
У Италији је провела више од 10 година и стекла богатство вредно 7 милиона марака, уз некретнине у иностранству, куће и станове.

### Повратак у Београд
Средином 1990-их, Малина одлучује да се врати у Београд. Иако у почетку то није експлицитно рекла, временом постаје јасно да је главни разлог њеног повратка жеља да обнови љубавни однос са Феђом, који је у међувремену постао познати песник, али се и оженио и добио дете. Пошто убрзо након ње у Београд долази и Тинторето, који је непрестано прогони, Малина одлази у агенцију Перспектива и унајмљује Вукашина Голубовића као лично обезбеђење. Њен долазак у Београд узнемирује локалног тајкуна Озрена Солдатовића, који умишља да му она, заједно са италијанском мафијом, ради о глави.
Након мноштва интрига са Тинторетом и Голубовићем, Малина отвара елитни ресторан Кобра у центру Београда. Иако је деловало да јој Феђа неће опростити што га је оставила, њих двоје поново започињу љубавну везу. Ипак, схвативши да ће тако упропастити његову породицу и донети му само несрећу, Малина одлучује да се врати у Италију. Непосредно пре одласка, посетила је зграду у Тополској 18, где су некада живели заједно.